# 中京銀行

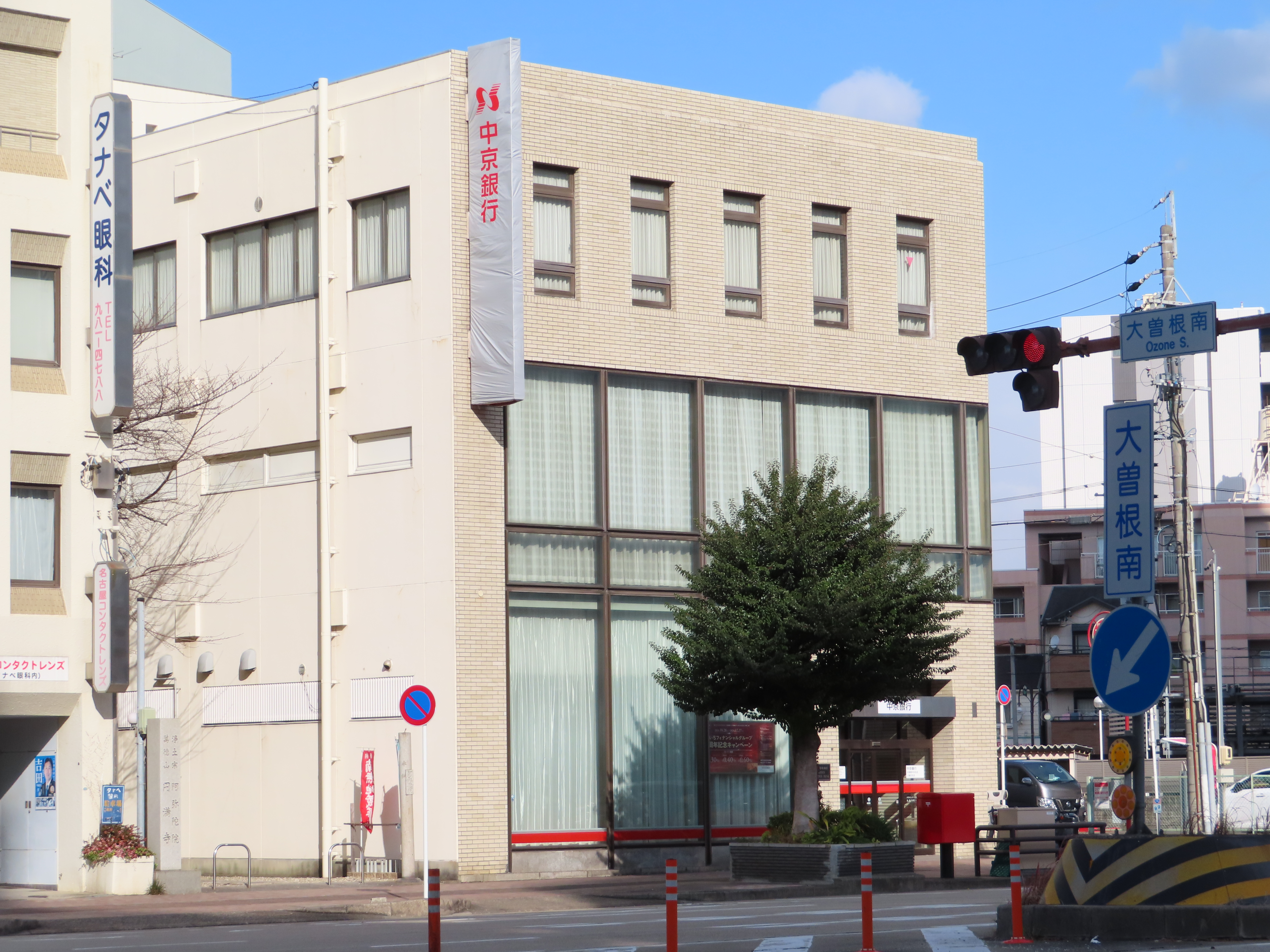
大曽根中央支店　「あいち銀行」転換直前のため、行名はステッカーで覆われている。

株式会社中京銀行（ちゅうきょうぎんこう、英: The Chukyo Bank, Ltd. ）は、愛知県名古屋市中区に本店を置いていた第二地方銀行。あいちフィナンシャルグループの子会社。かつては旧東海銀行（三菱UFJフィナンシャル・グループ）系であった。

## 概要
三重県上野市（現在の伊賀市）に設立され、設立直後に名張市へ本店を移転した三重殖産無尽を発祥とする。1948年に名古屋市を地盤とする宝無尽の営業を譲受し、高度成長期に名古屋市へ本店を移した。1969年の名古屋信用金庫との合併をきっかけとして、それまでの太道相互銀行から中京相互銀行に改称。同年の海部信用組合との合併や1972年の名古屋商工信用組合との合併により名古屋市を含む尾張地方における営業網を広めた。創業以来の地盤は三重県であったため、同県内にも店舗網を展開している。また創業直後から長らく本拠を三重県伊賀地方の名張市に置いていたことから、現在も関西において事業展開しており、大阪支店とかつて奈良県内に所在し、経営統合時点では大阪支店内に所在する店舗内店舗2支店を営業している。その反面、愛知県東部の三河地方の5店舗という数は名古屋市に本店を置く他の第二地銀に比べ少なく、岐阜県内は2001年（平成13年）の岐阜支店廃止以降は店舗が設置されていない。
経営統合前は三菱UFJ銀行が筆頭株主であり、歴代、旧東海銀行出身者が頭取を務めてきたほか、人的結合も強かった。山一證券や北海道拓殖銀行の破綻を契機とした信用秩序の混乱等により経営危機に陥り、2001年に親密行である東海銀行に支援を仰ぎ、翌2002年3月に東海銀等の合併で発足したUFJ銀行を引受先とする第三者割当増資を行うとともに、劣後ローン30億円の供与を受けて持分法適用会社となった経緯がある。
2013年（平成25年）6月には、競合の激化する名古屋地区を強化するため、三本部制からなる名古屋営業本部を設置した。
2022年（令和4年）10月、愛知銀行と経営統合し、あいちフィナンシャルグループの子会社となった。 2025年（令和7年）1月には、愛知銀行に吸収合併され「あいち銀行」が発足した。

## 沿革
- 1928年（昭和3年）1月16日 - 福井正平の呼掛けにより関田義臣（福井正平の義父、初代社長）らを発起人として三重県の上野市(現在の伊賀市、本店)と名張市(支店)に店舗を構え、三重殖産無尽株式会社を設立。
- 1936年（昭和16年）10月 - 三重県桑名市を拠点とする三重相互無尽と合併し八紘無尽を設立。初代社長は関田義臣。
- 1943年（昭和18年）2月10日 - 三重県尾鷲を拠点とする紀勢無尽と合併し八紘無尽株式会社(本店は三重県津市)に商号を変更する。初代社長は関田義臣。

- 1945年（昭和20年）12月 - 本店を三重県名張市に移転する。
- 1948年（昭和23年） 1月25日 - 名古屋市を拠点とする宝無尽との合併により株式会社太道無尽に商号を変更する。初代社長は関田義臣。
- 1951年（昭和26年）10月 - 相互銀行に転換し、株式会社太道相互銀行に商号を変更する。
- 1964年（昭和39年）2月 - 本店を愛知県名古屋市に移転する。
- 1969年（昭和44年）
  - 5月 - 名古屋信用金庫と合併し、株式会社中京相互銀行に商号を変更する。
  - 11月 - 海部信用組合と合併し、本店を現在地に移転する。
- 1972年（昭和47年）4月 - 名古屋商工信用組合と合併する。
- 1978年（昭和48年）10月 - 全店オンラインシステム完成。
- 1982年（昭和57年）5月 - 第2次総合オンラインシステム稼動。
- 1989年（平成元年）
  - 2月 - 普通銀行に転換し、株式会社中京銀行に商号を変更する。
  - 11月 - 東京証券取引所市場第一部に上場。
- 1992年（平成4年）6月 - 第3次総合オンラインシステム稼動。
- 2002年（平成14年）3月 - 第三者割当増資によりUFJ銀行およびUFJホールディングスの関連会社とされる。
- 2011年（平成23年）10月 - 基幹システムを地域金融機関向け共同アウトソーシングサービスであるNEXTBASEに移行[10]。
- 2021年（令和3年）12月 - 愛知銀行との経営統合、および2024年を目処に両行合併で合意したと発表[11]。
- 2022年（令和4年）
  - 8月24日 - 自己株式の公開買付けにより、三菱UFJ銀行の保有する全株式を取得[12]。
  - 9月29日 - 上場廃止。
  - 10月3日 - 愛知銀行とともにあいちフィナンシャルグループの完全子会社となる[13]。
- 2025年（令和7年）1月1日 - 愛知銀行に吸収合併され、行名はあいち銀行になった。

## 関連会社
- 中京ビジネスサービス株式会社
- 株式会社中京カード
- キキョウサービス株式会社
- 中京ファイナンス株式会社
- 中京総合リース株式会社

## CM・キャラクター

### CM出演者
- 吉村作治

## 環境への取り組み
100%紙製ファイル
同行では、ファイルの閉じ具部分等を強度の厚紙に換えた100%紙製のファイルを利用している。これにより溶解処理、再資源化が可能となった。
チームマイナス6%
チームマイナス6%運動に参加しており、夏場はクールビズを採用し、エアコンの設定温度を高めに設定するなど、地球温暖化対策への取組も行っている。

## ネット支店
2015年（平成27年）2月16日にインターネット上の店舗（ネット支店）の「なごやめし支店」を開設した。店舗名称にちなみ「手羽先支店長」や「ひつまぶし行員」「みそかつ行員」「天むす行員」といった名古屋めしにちなんだキャラクターも登場させている。